# PK3 (extensão de arquivo)
Um arquivo PK3 é basicamente um arquivo ZIP renomeado, usado em muitos jogos como os baseados na Quake III engine, também conhecido como id Tech 3. Ele geralmente contém um checksum de verificação para impedir a abertura e recompressão do arquivo ou a adição de mapas extras para as versões demo. O arquivo PK3 contém os mapas, modelos, texturas, armas, sons, scripts e outros assets para o jogo. Arquivos PK3 são semelhantes aos arquivos PAK, mas baseiam-se num formato mais recente.
Eles geralmente podem ser abertos ou extraídos usando um compactador de arquivos com suporte para o formato de arquivos ZIP. Também existem softwares específicos que criam arquivos já com a extensão PK3.
Quake Live também usa PK3 arquivos, mas esses arquivos foram codificados por meio de um XOR bit a bit com uma cadeia de caracteres e, portanto, não pode ser aberto com um programa ZIP regular como os outros arquivos PK3. No entanto, utilitários de código aberto foram criados para decodificar esses PK3 arquivos, como o programa quakelivedec.
Quake 4, a continuação de Quake III Arena, usa arquivos PK4 do mesmo modo que a engine de Doom 3.
Nos games da série Quake III, os arquivos PK3 devem ser salvos em um dos seguintes diretórios: quake3/q3ut3, quake3/baseq3 ou quake3arena/q3ut3.
NOTA: Exemplos de jogos que foram desenvolvidos usando a tecnologia da engine id Tech 3 incluem Quake III Arena, Star Wars Jedi Knight II: Jedi Outcast, Soldier of Fortune II: Double Helix, Return to Castle Wolfenstein e Call of Duty Classic.